# Lepanthopsis serrulata
Lepanthopsis serrulata är en orkidéart som först beskrevs av Célestin Alfred Cogniaux, och fick sitt nu gällande namn av Henry August Hespenheide och Leslie Andrew Garay. Lepanthopsis serrulata ingår i släktet Lepanthopsis och familjen orkidéer. Inga underarter finns listade i Catalogue of Life.